# Coppa Ronchetti 1976-1977
L'edizione 1976-1977 della Coppa europea Liliana Ronchetti è stata la sesta della seconda competizione europea per club di pallacanestro femminile organizzata dalla FIBA Europe. Si è svolta tra il 20 ottobre 1976 al 30 marzo 1977.
Vi hanno partecipato ventidue squadre. Il titolo è stato conquistato dallo Spartak Mosca, in finale sul SC Pernik.

## Turno preliminare
| Squadra 1       | Totale  | Squadra 2     | Andata  | Ritorno |
| --------------- | ------- | ------------- | ------- | ------- |
| Sommer Komfort  | 170-89  | DJK Agon 08   | 88 - 43 | 82 - 46 |
| C.S. Toulonnais | 188-115 | C.I.F. Lisboa | 92 - 42 | 96 - 73 |

## Ottavi di finale
| Squadra 1               | Totale  | Squadra 2               | Andata  | Ritorno |
| ----------------------- | ------- | ----------------------- | ------- | ------- |
| CSF Le Logis            | 120-175 | TUS 04 Bayer Leverkusen | 65 - 98 | 55 - 77 |
| Elitzur Tel Aviv        | 135-179 | C.S. Rapid              | 82 - 97 | 53 - 82 |
| Sommer Komfort          | 123-139 | Lokomotiv Sofia         | 71 - 67 | 52 - 72 |
| C.S. Toulonnais         | 131-114 | CB Vigo                 | 76 - 63 | 55 - 51 |
| Cocri Aalst             | 150-131 | CD Ignis                | 78 - 55 | 72 - 76 |
| A.S. Montferrandaise    | 141-91  | VFL 1860 Marburg        | 91 - 39 | 50 - 52 |
| FC Bayern München Damen | 126-116 | Southgate T.C.          | 54 - 65 | 72 - 51 |
| SC Pernik               | 162-147 | SKK Polonia Warszawa    | 88 - 56 | 74 - 91 |

## Gruppi quarti di finale

### Gruppo A
| Pos | Squadra                 | G | V | P | PF  | PS  | DP  | Qualificazione              |       | SPR   | SSO   | TBL   |
| --- | ----------------------- | - | - | - | --- | --- | --- | --------------------------- | ----- | ----- | ----- | ----- |
| 1   | Slavia Praga            | 4 | 4 | 0 | 292 | 234 | +58 | Qualificata alle semifinali |       | —     | 75–68 | 63–53 |
| 2   | Slavia Sofia            | 4 | 1 | 3 | 262 | 263 | −1  |                             |       | 60–65 | —     | 68–52 |
| 3   | TuS 04 Bayer Leverkusen | 4 | 1 | 3 | 229 | 286 | −57 |                             | 53–89 | 71–66 | —     |       |

### Gruppo B
| Pos | Squadra              | G | V | P | PF  | PS  | DP  | Qualificazione              |       | LSO   | ZZR   | MON    |
| --- | -------------------- | - | - | - | --- | --- | --- | --------------------------- | ----- | ----- | ----- | ------ |
| 1   | Lokomotiv Sofia      | 4 | 4 | 0 | 291 | 222 | +69 | Qualificata alle semifinali |       | —     | 60–55 | 93–61  |
| 2   | ZKK Zrinjevac        | 4 | 2 | 2 | 279 | 263 | +16 |                             |       | 51–65 | —     | 103–69 |
| 3   | A.S. Montferrandaise | 4 | 0 | 4 | 254 | 339 | −85 |                             | 55–73 | 69–70 | —     |        |

### Gruppo C
| Pos | Squadra         | G | V | P | PF  | PS  | DP   | Qualificazione              |       | SMO   | RBU    | TOU    |
| --- | --------------- | - | - | - | --- | --- | ---- | --------------------------- | ----- | ----- | ------ | ------ |
| 1   | Spartak Mosca   | 4 | 4 | 0 | 404 | 194 | +210 | Qualificata alle semifinali |       | —     | 100–57 | 131–42 |
| 2   | C.S. Rapid      | 4 | 2 | 2 | 261 | 312 | −51  |                             |       | 54–91 | —      | 92–73  |
| 3   | C.S. Toulonnais | 4 | 0 | 4 | 204 | 363 | −159 |                             | 41–82 | 48–58 | —      |        |

### Gruppo D
| Pos | Squadra                 | G | V | P | PF  | PS  | DP  | Qualificazione              |      | PER    | AAL    | BMU  |
| --- | ----------------------- | - | - | - | --- | --- | --- | --------------------------- | ---- | ------ | ------ | ---- |
| 1   | SC Pernik               | 4 | 4 | 0 | 251 | 152 | +99 | Qualificata alle semifinali |      | —      | 111–72 | 20–0 |
| 2   | Cocri Aalst             | 4 | 2 | 2 | 192 | 211 | −19 |                             |      | 80–100 | —      | 20–0 |
| 3   | FC Bayern München Damen | 4 | 0 | 4 | 0   | 80  | −80 |                             | 0–20 | 0–20   | —      |      |

## Semifinali
| Squadra 1       | Totale  | Squadra 2     | Andata  | Ritorno |
| --------------- | ------- | ------------- | ------- | ------- |
| Lokomotiv Sofia | 120-180 | Spartak Mosca | 48 - 85 | 72 - 95 |
| Slavia Praga    | 136-150 | SC Pernik     | 80 - 71 | 56 - 79 |

## Finali
| Roma 30 marzo 1977 Gara unica | Spartak Mosca | 97 – 54 (53-25, 44-29) referto | Minyor Pernik |  |